# Municipio de Warren (condado de Poweshiek)
El municipio de Warren (en inglés: Warren Township) es un municipio ubicado en el condado de Poweshiek en el estado estadounidense de Iowa. En el año 2010 tenía una población de 430 habitantes y una densidad poblacional de 4,59 personas por km².

## Geografía
El municipio de Warren se encuentra ubicado en las coordenadas 41°43′56″N 92°21′29″O / 41.73222, -92.35806. Según la Oficina del Censo de los Estados Unidos, el municipio tiene una superficie total de 93.74 km², de la cual 93,74 km² corresponden a tierra firme y (0 %) 0 km² es agua.

## Demografía
Según el censo de 2010, había 430 personas residiendo en el municipio de Warren. La densidad de población era de 4,59 hab./km². De los 430 habitantes, el municipio de Warren estaba compuesto por el 95,58 % blancos, el 0,23 % eran afroamericanos, el 3,02 % eran de otras razas y el 1,16 % eran de una mezcla de razas. Del total de la población el 4,65 % eran hispanos o latinos de cualquier raza.